# Georgia Baker
Georgia Baker (* 21. September 1994 in Launceston) ist eine australische Radsportlerin, die Rennen auf Bahn und Straße bestreitet.

## Sportliche Laufbahn
Als Kind probierte sich Georgia Baker in verschiedenen Sportarten aus, darunter im Schwimmen, im Netball und im Taekwondo. Nach einem Testprogramm in ihrer Grundschule entschied sie sich für Radsport. 2011 wurde sie gemeinsam mit Taylah Jennings und Emily Roper Junioren-Weltmeisterin in der Mannschaftsverfolgung. Im Jahr darauf errang sie zwei Titel als Junioren-Weltmeisterin, im Scratch und in der Mannschaftsverfolgung (mit Taylah Jennings und Kelsey Robson ). 2015 wurde sie Ozeanienmeisterin in der Einerverfolgung und 2016 im Punktefahren.
2016 startete Georgia Baker bei den Olympischen Spielen in Rio de Janeiro in der Mannschaftsverfolgung und belegte gemeinsam mit Ashlee Ankudinoff, Amy Cure und Melissa Hoskins Rang fünf. Im Jahr darauf musste sie sich einem Eingriff an ihrem Herzen unterziehen.
2016 und 2017 wurde Baker zwei Mal in Folge Ozeanienmeisterin im Punktefahren, 2018 zudem im Omnium und in der Mannschaftsverfolgung (mit Kristina Clonan, Macey Stewart und Ashlee Ankudinoff), im Punktefahren errang sie Silber und im Scratch Bronze. Beim Lauf des Weltcup in Saint-Quentin-en-Yvelines belegte sie mit Clonan, Ankudinoff und Stewart Rang eins.
2019 war das bis dahin erfolgreichste Jahr für Georgia Baker: Gemeinsam mit Ashlee Ankudinoff, Annette Edmondson, Amy Cure und Alexandra Manly wurde sie Weltmeisterin in der Mannschaftsverfolgung, im Zweier-Mannschaftsfahren mit Cure Vize-Weltmeisterin. In der folgenden Saison gewann sie bei drei Läufen des Weltcups das Zweier-Mannschaftsfahren sowie einmal mit dem Vierer die Mannschaftsverfolgung. Bei den Olympischen Spielen in Tokio belegte sie in der Mannschaftsverfolgung Platz fünf und im Zweier-Mannschaftsfahren mit Annette Edmondson Platz sieben. Bei den Commonwealth Games 2022 errang sie zwei Goldmedaillen, im Punktefahren sowie in der Mannschaftsverfolgung (mit Sophie Edwards, Chloe Moran und Maeve Plouffe). Bei den  Straßenweltmeisterschaften im selben Jahr gehörte Byker zu der Mannschaft aus Michael Matthews, Lucas Plapp, Luke Durbridge, Alexandra Manly und Sarah Roy, die in der Mixed-Staffel Rang drei belegte.

## Erfolge

### Bahn
2011
- Junioren-Weltmeisterin – Mannschaftsverfolgung (mit Taylah Jennings und Emily Roper)
- Junioren-Weltmeisterschaft – Scratch

2012
- Junioren-Weltmeisterin – Scratch, Mannschaftsverfolgung (mit Taylah Jennings und Kelsey Robson )

2014
- Australische Meisterin – Mannschaftsverfolgung (mit Amy Cure, Lauren Perry und Macey Stewart)

2015
- Bahnrad-Weltcup in Cambridge – Mannschaftsverfolgung (mit Annette Edmondson, Ashlee Ankudinoff und Amy Cure)
- Ozeanienmeisterschaft – Einerverfolgung
- Australische Meisterin – Mannschaftsverfolgung (mit Amy Cure, Lauren Perry und Macey Stewart)

2016/17
- Ozeanienmeisterin – Punktefahren

2017/18
- Ozeanienmeisterin – Punktefahren

2018
- Weltcup in Saint-Quentin-en-Yvelines – Mannschaftsverfolgung (mit Kristina Clonan, Ashlee Ankudinoff und Macey Stewart)

2018/19
- Ozeanienmeisterin – Omnium, Mannschaftsverfolgung (mit Kristina Clonan, Macey Stewart und Ashlee Ankudinoff)
- Ozeanienmeisterschaft – Punktefahren
- Ozeanienmeisterschaft – Scratch

2019
- Weltmeisterin – Mannschaftsverfolgung (mit Ashlee Ankudinoff, Annette Edmondson, Amy Cure und Alexandra Manly)
- Weltmeisterschaft – Zweier-Mannschaftsfahren (mit Amy Cure)
- Weltcup in Glasgow – Zweier-Mannschaftsfahren (mit Annette Edmondson)
- Weltcup in Cambridge – Zweier-Mannschaftsfahren (mit Alexandra Manly)
- Weltcup in Brisbane – Mannschaftsverfolgung (mit Annette Edmondson, Ashlee Ankudinoff und Maeve Plouffe), Zweier-Mannschaftsfahren (mit Annette Edmondson)

2020
- Australische Meisterin – Zweier-Mannschaftsfahren (mit Ashlee Ankudinoff)

2022
- Commonwealth Games – Punktefahren, Mannschaftsverfolgung (mit Sophie Edwards, Chloe Moran und Maeve Plouffe)

2023
- Australische Meisterin – Zweier-Mannschaftsfahren (mit Alexandra Manly)
- Weltmeisterschaft – Zweier-Mannschaftsfahren (mit Alexandra Manly)

### Straße
2012
- Ozeanienmeisterschaft – Einzelzeitfahren

2022
- Weltmeisterschaft – Mixed-Staffel